# Chuvisca
Chuvisca is een gemeente in de Braziliaanse deelstaat Rio Grande do Sul. De gemeente telt 5.159 inwoners (schatting 2009).